# Fliegende Männer in tollkühnen Kisten
Fliegende Männer in tollkühnen Kisten (engl. Dastardly and Muttley in their Flying Machines) ist eine Zeichentrickserie von Hanna-Barbera von 1969. Die Serie ist ein Ableger der Serie Wacky Races – Autorennen Total aus dem Jahr 1968.

## Inhalt
Das Bösewichter-Duo Fliegbert von Sichthofen und Meutrich, Fliegerasse aus dem Ersten Weltkrieg, wurde aus Wacky Races übernommen. Sie sind die Anführer des Vulture Squadron, einer Gruppe von Piloten, deren Aufgabe es ist, die Brieftaube Yankee Doodle Pigeon daran zu hindern, wichtige Informationen dem Feind zu übergeben. Jede halbstündige Episode besteht aus zwei Geschichten und einigen Gags und Meutrichs Tagträumen zwischen den zwei Teilen.

## Figuren
Mitglieder des Vulture Squadron sind:
- Fliegbert von Sichthofen (engl. Dick Dastardly): Ex-Wacky Race-Rennfahrer, der zum Piloten mutierte, und Anführer der Gruppe.
- Meutrich (engl. Muttley): Fliegberts Sidekick. Sein fieses Lachen ist typisch für ihn und machte den Hund weltberühmt (späterer Ableger als Kriminalhund Murmel, bitte kommen, engl. The Mumbly Cartoon Show).
- Otto (engl. Zilly): Der Angsthase der Gruppe.
- Einstein (engl. Klunk): Chefmechaniker und Designer.

Andere Figuren:
- Yankee Doodle Pigeon: Eine patriotische US-amerikanische Taube, welche mit einer Tasche voller Briefen versucht dem Vulture Squadron zu entkommen.
- Der General: Chef der gesamten Bande und eine Figur, die der Zuschauer nie zu Gesicht bekommt.
- Meutrichs Freundin: Sie sieht man nur des Öfteren in den Tagtraum-Szenen von Meutrich.

## Produktion und Veröffentlichung
Unter der Regie von Joseph Barbera und William Hanna produziert das Hanna-Barbera-Studio 1969 bis 1971 die 35-teilige Serie als Saturday morning cartoon. Die Musik komponierte Hoyt S. Curtin. Die Serie wurde vom 13. September 1969 bis zum 4. September 1971 durch den Sender CBS in den USA ausgestrahlt. Die Serie erschien zunächst auf VHS, 2006 auch auf DVD.
Fliegende Männer in tollkühnen Kisten wurde unter anderem ins Finnische, Französische, Italienische und Japanische übersetzt sowie in zehn weitere Sprachen. In Deutschland wurde die Serie erstmals vom 28. Juli bis zum 21. August 1995 von RTL II gezeigt. Dabei wurden mehrere Episoden zusammengeschnitten, sodass nur 16 Folgen zu sehen waren. Später folgten Wiederholungen bei K-Toon, Junior und Boomerang.

## Synchronisation
| Rolle         | englischer Sprecher |
| ------------- | ------------------- |
| Fliegbert     | Paul Winchell       |
| General       | Paul Winchell       |
| Meutrich      | Don Messick         |
| Andere Rollen | Don Messick         |

## Comicversionen
In den 1970ern wurde die Serie auch in einer Comicversion produziert. Allerdings wurden die beiden Hauptfiguren in Doppel und Decker umbenannt.
Seit 2017 gibt es einen neuen Comic vom Verlag DC, der die beiden Hauptfiguren (Lt. Col. Richard „Dick“ Atcherly und Captain Dudley „Mutt“ Muller) in eine eher realistischere Welt versetzt (sie fliegen eine F-15), dann aber doch wieder Cartoon-Elemente einbringt.